# 蒂姆·維澤
蒂姆·维泽（德語：1981年12月17日—）是世界摔角娛樂旗下的一位德國籍職業摔角選手。他原是一位職業足球運動員，在球場上司職守門員。2016年起，他加入了世界摔角娛樂。

## 職業足球生涯

### 早年生涯
維澤出生於西德北莱茵-威斯特法伦州的貝爾吉施格拉德巴赫。1989年起，他加入了德甲球隊拜耳勒沃庫森的青訓系統。1999年7月，他自由轉會至德乙球隊幸運科隆。

### 凱撒斯勞滕
2001–02賽季起，他成為幸運科隆的主力門將。但隨後在冬歇期時，他便轉會至德甲球隊凱撒斯勞滕。2002年8月10日，他在2002–03賽季的德甲第一輪，一場對陣斯圖加特的比賽中，首次代表凱撒斯勞滕的一線隊出場。並在11月後，坐穩了主力門將的位置。

### 雲達不萊梅
2005年夏天，在凱撒斯勞滕失去主力位置的維澤，自由轉會至雲達不萊梅。起初，他只是擔任球隊主力門將安德列斯·賴因克的替補。2006年2月8日，在一場對陣斯圖加特的德甲聯賽中，維澤在比賽進行到82分鐘時，替換下受傷的賴因克，首次代表雲達不萊梅出場。自此，他成為了雲達不萊梅的主力門將。他反應迅速，出擊果斷勇猛，雖常做出神奇撲救，卻也常發生致命失誤。2006年3月7日，在2005–06賽季歐洲冠軍聯賽的一場對陣尤文圖斯的比賽中，於比賽僅剩下兩分鐘時，他發生一個致命失誤，導致雲達不萊梅最終戰敗，並遭到淘汰。但這不影響他在球隊中穩定的先發位置。2006–07賽季結束後，賴因克轉會離開雲達不萊梅，維澤便接過賴因克留下的1號球衣。2008–09賽季末段，雲達不萊梅在19天內，於各項賽事中四度對戰死對頭漢堡。其中，在2009年4月22日舉行的一場德國足協盃半決賽中，雲達不萊梅與漢堡在正規時間內無法分出勝負而進行。維澤在PK大戰中，連續撲出分別由熱羅姆·博阿滕、伊维卡·奥利奇及马塞尔·扬森所踢出的三記射門，幫助雲達不萊梅闖進最後的決賽。同年5月30日，他在對陣勒沃庫森的決賽中力保球門不失，使雲達不萊梅贏得了隊史第四座德國足協盃冠軍。

### 霍芬海姆
2012年夏天，維澤轉會至霍芬海姆，並隨即被任命為球隊隊長。但是在賽季開始後的頭四場比賽，他把守的球門即失了15球，霍芬海姆也慘遭四連敗。2013年1月底，霍芬海姆從托特納姆熱刺引進了巴西籍門將來取代他的位置，他也被下放至二隊。2014年1月21日，霍芬海姆宣布與維澤解約，理由是他過度鍛鍊自己的肌肉，體態已不再適合從事職業足球。
2014年9月17日，維澤宣布退役。

## 國家足球隊生涯
2008年11月19日，在一場由德國對陣英格蘭的國際友誼賽中，維澤於下半場開始時替換下勒内·阿德勒，首次代表成年國家隊出場。
2010年夏天，維澤被選入德國隊參加2010年世界盃足球賽的23人大名單中，擔任曼努埃爾·諾伊爾的替補。他本有機會在季軍戰中出場，卻因為受傷而由汉斯-约尔格·布特取代。

## 榮譽
雲達不萊梅
- 德國聯賽盃冠軍：2006
- 德國足協盃冠軍：2008–09

德國
- 國際足總世界盃季軍：2010

個人
- 銀月桂葉：2010

## 職業摔角生涯
維澤被霍芬海姆下放至二隊後開始勤於健身。2014年9月，他宣稱接到世界摔角娛樂的邀請，加入其旗下的發展聯盟NXT Wrestling。隨後他在於法蘭克福舉辦的WWE巡迴賽中，以表演嘉賓的身分登場。
2016年6月7日，他接受了Triple H的邀請，參加位於奧蘭多的世界摔角娛樂演藝中心的職業摔角培訓。同年11月3日，於慕尼黑舉辦的WWE團體賽中，他與席莫斯和安東尼奧·希薩羅組隊，正式出道成為一位職業摔角選手。

## 外部連結
- worldfootball.net：蒂姆·维泽之統計數據 （英文）
- transfermarkt.de：蒂姆·维泽 （页面存档备份，存于）之統計數據 （德文）
- fussballdaten.de：蒂姆·维泽之統計數據 （德文）